# Яремчук Галина Миколаївна
Яремчук Галина Миколаївна (народилася 1 травня 1947 р., м. Полонне, Хмельницька обл.) — художник, ілюстратор творів письменників-фантастів.

## Біографія
Народилась 1 травня 1947 року в м. Полонному Хмельницької області в сім’ї державних службовців. З дитинства мала нахил до малювання. З 1954 по 1966 рр. навчалась в Полонській школі №2. З 60-х років співпрацювала з районною газетою «Новий шлях», надсилаючи свої дописи, оповідання та ілюстрації до них. 
В 1966 році вступила вільнослухачкою до Київської художньої школи при художньому інституті ім. Т. Шевченка, де здобула середню освіту. Захоплювалась творами письменників-сучасників і малювала. Ілюстрації Галини Миколаївни почали з’являтись в журналі «Знання та праця». В 1967 році надруковані ілюстрації до повісті чеських письменників І. Брабанця та З. Веселого «Злочин в Райдужній Затоці», 1968 –до історичного роману О. Бердника «Покривало Ізіди», оповідання І. Єфремова «П’ять картин»,  Н. Конотопця «Діамант».
В 1969-1970-х роках ілюструвала в журналі «Піонерія» роман-казку О. Бердника «Окоцвіт».
Після закінчення художньої школи повернулась до Полонного та почала працювати художником-оформлювачем в школі №3.
Пізніше проживала в містах Києві, Ленінграді, Москві. Працювала  та навчалась на вечірньому відділенні в Ленінградській академії мистецтв в класі рисунку, потім в образотворчій студії в Москві.
В 1973-1975 рр. проживала та працювала в Полонному  художником в міському кінотеатрі, оформлювачем в художній майстерні – оформляла наочність підприємств, установ, шкільних кабінетів, дитсадків, святкових демонстрацій.
З другої половини 80-х років  вона постійний позаштатний оформлювач районної газети «Новий шлях».
З 1983 року працювала в бібліотечній мережі району художником-оформлювачем. Оформляла книжкові виставки, матеріали до ювілеїв письменників, місцевих митців в Полонській районній бібліотеці, сільських бібліотеках та Будинку культури. Була декоратором лялькового театру в районній бібліотеці для дітей, є автором дизайнерського  оформлення інформаційного тижневика «Подруга». 